# Frank Mula
Pour les articles homonymes, voir Mula.
Frank Mula, né le 20 janvier 1950 et mort le 17 décembre 2021, est un scénariste et producteur de télévision américain. Il est principalement connu pour son travail sur Cosby, Madame's Place, Les Simpson et Grand.

## Filmographie

### Scénariste

#### PourLes Simpson
| Année | Titre                         | Titre original               | Saison | Épisode | Réalisateur   |
| ----- | ----------------------------- | ---------------------------- | ------ | ------- | ------------- |
| 1993  | J'aime Lisa                   | I Love Lisa                  | 4      | 15      | Wesley Archer |
| 1993  | La Dernière Tentation d'Homer | The Last Temptation of Homer | 5      | 9       | Carlos Baeza  |
| 2000  | Il était une « foi »          | Faith Off                    | 11     | 11      | Nancy Kruse   |

#### Autre
- 1982 : Madame's Place (en) (17 épisodes)
- 1987 : What a Country (1 épisode)
- 1987 : I Married Dora (3 épisodes)
- 1988-1989 : Loin de ce monde (5 épisodes)
- 1990 : Grand (3 épisodes)
- 1991 : Sibs
- 1992 : Davis Rules (2 épisodes)
- 1993-1994 : Madame et ses filles (2 épisodes)
- 1994 : The Martin Short Show (1 épisode)
- 1996 : Local Hero (2 épisodes)
- 1997 : Cosby (1 épisode)

### Producteur
- 1990 : Grand
- 1991 : Davis Rules
- 1991 : Sibs
- 1994 : Related by Birth
- 1994 : The Martin Short Show (3 épisodes)
- 1996 : Cosby (1 épisode)
- 1992-2001 : Les Simpson (80 épisodes)
- 2002-2004 : Life with Bonnie (43 épisodes)